# ソレント・カルチョ
ソレント・カルチョ（Sorrento Calcio）はイタリア・カンパニア州ソレントを本拠地とするサッカークラブ。2019-20シーズンはセリエDに所属している。

## 歴史
1945年に創設。これまで、1971-72シーズンに1年間のみ在籍したセリエBが最高で、トップカテゴリーへの昇格経験はない。
1990年代は地域リーグのエッチェッレンツァ（6部相当）、プロモツィオーネ（7部相当）に低迷していたが、2000年代中盤になって力をつけ、2005-06シーズンにセリエD・ジローネIで優勝、翌年はセリエC2・ジローネCを制して、21シーズンぶりとなるセリエC1に昇格を果たした。2008-09シーズンには、コッパ・イタリア・レガ・プロで優勝した。

## タイトル

### 国内タイトル
- セリエC：1回
  - 1970-71

- コッパ・イタリア・レガ・プロ：1回
  - 2008-09
- スーペルコッパ・ディ・レガ・ディ・セリエC2：1回
  - 2006-07
- コッパ・イタリア・セリエD：1回
  - 2005-06

### 国際タイトル
なし

## 過去の成績
- 2000-01 セリエD・ジローネG 14位
- 2001-02 セリエD・ジローネG 9位
- 2002-03 セリエD・ジローネG 12位
- 2003-04 セリエD・ジローネG 8位
- 2004-05 セリエD・ジローネG 2位
- 2005-06 セリエD・ジローネI 1位 セリエC2昇格
- 2006-07 セリエC2・ジローネC 1位 セリエC1昇格
- 2007-08 セリエC1・ジローネB 10位
- 2008-09 レガ・プロ・プリマ・ディヴィジオーネ (旧セリエC1)・ジローネB 12位
- 2009-10 レガ・プロ・プリマ・ディヴィジオーネ・ジローネA 9位
- 2010-11 レガ・プロ・プリマ・ディヴィジオーネ・ジローネA 2位
- 2011-12 レガ・プロ・プリマ・ディヴィジオーネ・ジローネA 4位
- 2012-13 レガ・プロ・プリマ・ディヴィジオーネ・ジローネB 15位 降格
- 2013-14 レガ・プロ・セコンダ・ディヴィジオーネ・ジローネB 9位 降格
- 2014-15 セリエD・ジローネI 14位 プレーオフ敗退により降格
- 2015-16 エッチェッレンツァ・カンパニア・ジローネB

## 歴代監督
- ジュゼッペ・パパドプーロ 1987-1988
- ジェンナーロ・ルオトーロ 2011-2012

## 歴代所属選手
- ジェンナーロ・ルオトーロ 1984-1986, 2006-2008
- フロリアン・ミルタイ 2008-2010